# Kurtis Kraft 2000
O  Kurtis Kraft 2000 é o modelo da Kurtis Kraft utilizado entre 1950 e 1956. Foi guiado por Tony Bettenhausen, Bill Boyd, Walt Brown,  Joie Chitwood, Hal Cole, Duke Dinsmore, Ted Duncan, Walt Faulkner, Gene Force, Bob Gregg, Cliff Griffith, Sam Hanks, Mack Hellings, Al Herman, Jerry Hoyt, Joe James, Al Keller, Bayliss Levrett, Johnny McDowell, Johnny Roberts, Troy Ruttman, Eddie Sachs, Carl Scarborough, Bill Schindler, Bob Scott, Gig Stephens, Bob Sweikert, George Tichenor e Johnnie Tolan. 
Categorias:Chassis da Kurtis Kraft